# Велятичский сельсовет
Велятичский сельсовет — административная единица на территории Борисовского района Минской области Беларуси. Административный центр — агрогородок Велятичи.
На территории Велятичского сельсовета площадью в 74,3 км² на ноябрь 2013 года постоянно проживает 1830 человек, из них 1232 — в аг. Велятичи, остальные являются жителями 13 деревень: Березовка, Боровые, Дубовые, Дубник, Зоричи, Забродье, Красная Гора, Каменка, Новосады, Осиновка, Праборное, Рябиновка и Яблонка.

## Состав
Велятичский сельсовет включает 14 населённых пунктов:
- Берёзовка — деревня
- Боровые — деревня
- Велятичи — агрогородок
- Дубник — деревня
- Дубовые — деревня
- Забродье — деревня
- Зоричи — деревня
- Каменка — деревня
- Красная Гора — деревня
- Новосады — деревня
- Осиновка — деревня
- Праборное — деревня
- Рябиновка — деревня
- Яблонка — деревня